# South Whitley (Indiana)
South Whitley es un pueblo ubicado en el condado de Whitley en el estado estadounidense de Indiana. En el Censo de 2010 tenía una población de 1751 habitantes y una densidad poblacional de 741,3 personas por km².

## Geografía
South Whitley se encuentra ubicado en las coordenadas 41°5′2″N 85°37′40″O / 41.08389, -85.62778. Según la Oficina del Censo de los Estados Unidos, South Whitley tiene una superficie total de 2.36 km², de la cual 2.36 km² corresponden a tierra firme y (0%) 0 km² es agua.

## Demografía
Según el censo de 2010, había 1751 personas residiendo en South Whitley. La densidad de población era de 741,3 hab./km². De los 1751 habitantes, South Whitley estaba compuesto por el 98% blancos, el 0.23% eran afroamericanos, el 0.06% eran amerindios, el 0.17% eran asiáticos, el 0% eran isleños del Pacífico, el 0.4% eran de otras razas y el 1.14% pertenecían a dos o más razas. Del total de la población el 1.88% eran hispanos o latinos de cualquier raza.